# Премія «Золотий глобус» за найкращу жіночу роль у телесеріалі — комедія або мюзикл
Премія «Золотий глобус» за найкращу жіночу роль у телесеріалі — мюзикл або комедія вручається щорічно з 1962 року. Відпочатку ця престижна нагорода Голлівудської асоціації іноземної преси мала назву «Найкраща телевізійна зірка — жінка», але з 1969 року було запроваджене розмежування за жанрами комедії і драми, і нагорода змінила назву: «Найкраща телевізійна акторка — мюзикл або комедія» та «Найкраща телевізійна акторка — драма». З 1980 року і дотепер вживається сучасна назва.
Нижче наведено повний список переможниць і номінанток.
Імена переможниць виділені окремим кольором.

## 2000—2009
| Рік  | Премія | Світлини переможниць                                                          | Переможниці та номінантки                                        |
| ---- | ------ | ----------------------------------------------------------------------------- | ---------------------------------------------------------------- |
| 2000 | 57-ма  |                                                                               | • Сара Джессіка Паркер — «Секс і Місто» за роль Керрі Бредшоу    |
| 2000 | 57-ма  | • Дженна Елфмен — «Дарма та Грег» за роль Дарми Монтгомері                    |                                                                  |
| 2000 | 57-ма  | • Каліста Флокхарт — «Еллі Макбіл» за роль Еллі Макбіл                        |                                                                  |
| 2000 | 57-ма  | • Фелісіті Гаффман — «Ніч спорту» за роль Дани Вітекер                        |                                                                  |
| 2000 | 57-ма  | • Гізер Локлір — «Кручене місто» за роль Кейтлін Мур                          |                                                                  |
| 2000 | 57-ма  | • Дебра Мессінг — «Вілл і Грейс» за роль Грейс Адлер                          |                                                                  |
| 2001 | 58-ма  |                                                                               | • Сара Джесіка Паркер — «Секс і Місто» за роль Керрі Бредшоу     |
| 2001 | 58-ма  | • Бетт Мідлер — «Бетт» за роль Бетт                                           |                                                                  |
| 2001 | 58-ма  | • Дебра Мессінг — «Вілл і Грейс» за роль Грейс Адлер                          |                                                                  |
| 2001 | 58-ма  | • Каліста Флокхарт — «Еллі Макбіл» за роль Еллі Макбіл                        |                                                                  |
| 2001 | 58-ма  | • Джейн Качмарек — «Малькольм у центрі уваги» за роль Лоіс                    |                                                                  |
| 2002 | 59-та  |                                                                               | • Сара Джессіка Паркер — «Секс і Місто» за роль Керрі Бредшоу    |
| 2002 | 59-та  | • Дебра Мессінг — «Вілл і Грейс» за роль Грейс Адлер                          |                                                                  |
| 2002 | 59-та  | • Гізер Локлір — «Кручене місто» за роль Кейтлін Мур                          |                                                                  |
| 2002 | 59-та  | • Каліста Флокхарт — «Еллі Макбіл» за роль Еллі Макбіл                        |                                                                  |
| 2002 | 59-та  | • Джейн Качмарек — «Малькольм у центрі уваги» за роль Лоіс                    |                                                                  |
| 2003 | 60-та  |                                                                               | • Дженніфер Аністон — «Друзі» за роль Рейчел Грін                |
| 2003 | 60-та  | • Дебра Мессінг — «Вілл і Грейс» за роль Грейс Адлер                          |                                                                  |
| 2003 | 60-та  | • Бонні Гант — «Життя з Бонні» за роль Бонні Моллой                           |                                                                  |
| 2003 | 60-та  | • Джейн Качмарек — «Малькольм у центрі уваги» за роль Лоіс                    |                                                                  |
| 2003 | 60-та  | • Сара Джессіка Паркер — «Секс і Місто» за роль Керрі Бредшоу                 |                                                                  |
| 2004 | 61-ша  |                                                                               | • Сара Джессіка Паркер — «Секс і Місто» за роль Керрі Бредшоу    |
| 2004 | 61-ша  | • Бітті Шрем — «Монк» за роль Шарони Флемінг                                  |                                                                  |
| 2004 | 61-ша  | • Дебра Мессінг — «Вілл і Грейс» за роль Грейс Адлер                          |                                                                  |
| 2004 | 61-ша  | • Бонні Гант — «Життя з Бонні» за роль Бонні Моллой                           |                                                                  |
| 2004 | 61-ша  | • Реба Макінтайр — «Реба» за роль Реби Нелл Харт                              |                                                                  |
| 2004 | 61-ша  | • Алісія Сільверстоун — «Сваха» за роль Кейт Фокс                             |                                                                  |
| 2005 | 62-га  |                                                                               | • Тері Гетчер — «Відчайдушні домогосподарки» за роль Сьюзен Маєр |
| 2005 | 62-га  | • Дебра Мессінг — «Вілл і Грейс» за роль Грейс Адлер                          |                                                                  |
| 2005 | 62-га  | • Марсія Кросс — «Відчайдушні домогосподарки» за роль Брі Ван де Камп         |                                                                  |
| 2005 | 62-га  | • Фелісіті Хаффман — «Відчайдушні домогосподарки» за роль Лінетт Скаво        |                                                                  |
| 2005 | 62-га  | • Сара Джессіка Паркер — «Секс і Місто» за роль Керрі Бредшоу                 |                                                                  |
| 2006 | 63-тя  |                                                                               | • Мері-Луїз Паркер — «Косяки» за роль Ненсі Ботвін               |
| 2006 | 63-тя  | • Марсія Кросс — «Відчайдушні домогосподарки» за роль Брі Ван де Камп         |                                                                  |
| 2006 | 63-тя  | • Тері Гетчер — «Відчайдушні домогосподарки» за роль Сьюзен Маєр              |                                                                  |
| 2006 | 63-тя  | • Фелісіті Хаффман — «Відчайдушні домогосподарки» за роль Лінетт Скаво        |                                                                  |
| 2006 | 63-тя  | • Єва Лонгорія — «Відчайдушні домогосподарки» за роль Габриель Соліс          |                                                                  |
| 2007 | 64-та  |                                                                               | • Америка Феррера — «Бридка Бетті» за роль Бетті Суарес          |
| 2007 | 64-та  | • Мері-Луїз Паркер — «Косяки» за роль Ненсі Ботвін                            |                                                                  |
| 2007 | 64-та  | • Марсія Кросс — «Відчайдушні домогосподарки» за роль Брі Ван де Камп         |                                                                  |
| 2007 | 64-та  | • Фелісіті Хаффман — «Відчайдушні домогосподарки» за роль Лінетт Скаво        |                                                                  |
| 2007 | 64-та  | • Джулія Луї-Дрейфус — «Нові пригоди старої Крістін» за роль Крістін Кемпбелл |                                                                  |
| 2008 | 65-та  |                                                                               | • Тіна Фей — «30 потрясінь» за роль Ліз Лемон                    |
| 2008 | 65-та  | • Америка Феррера — «Бридка Бетті» за роль Бетті Суарес                       |                                                                  |
| 2008 | 65-та  | • Мері-Луїз Паркер — «Косяки» за роль Ненсі Ботвін                            |                                                                  |
| 2008 | 65-та  | • Анна Фріл — «Живий за викликом» за роль Шарлоти Чарльз                      |                                                                  |
| 2008 | 65-та  | • Крістіна Епплгейт — «Хто така Саманта?» за роль Саманти Ньюлі               |                                                                  |
| 2009 | 66-та  |                                                                               | • Тіна Фей — «30 потрясінь» за роль Ліз Лемон                    |
| 2009 | 66-та  | • Америка Феррера — «Бридка Бетті» за роль Бетті Суарес                       |                                                                  |
| 2009 | 66-та  | • Мері-Луїз Паркер — «Косяки» за роль Ненсі Ботвін                            |                                                                  |
| 2009 | 66-та  | • Дебра Мессінг — «Голлівудське розлучення» за роль Моллі Каган               |                                                                  |
| 2009 | 66-та  | • Крістіна Епплгейт — «Хто така Саманта?» за роль Саманти Ньюлі               |                                                                  |

## 2010—2019
| Рік  | Премія | Світлини переможниць                                                 | Переможниці та номінантки                                           |
| ---- | ------ | -------------------------------------------------------------------- | ------------------------------------------------------------------- |
| 2010 | 67-ма  |                                                                      | • Тоні Коллетт — «Нав'язливі стани Тари» за роль Тари Грегсон       |
| 2010 | 67-ма  | • Тіна Фей — «30 потрясінь» за роль Ліз Лемон                        |                                                                     |
| 2010 | 67-ма  | • Ліа Мішель — «Хор» за роль Рейчел Беррі                            |                                                                     |
| 2010 | 67-ма  | • Іді Фалко — «Медсестра Джекі» за роль Джекі Пейтон                 |                                                                     |
| 2010 | 67-ма  | • Кортні Кокс — «Місто хижачок» за роль Джулс Кобб                   |                                                                     |
| 2011 | 68-ма  |                                                                      | • Лора Лінні — «Невиліковне Це» за роль Кейті Джемісон              |
| 2011 | 68-ма  | • Тоні Коллетт — «Нав'язливі стани Тари» за роль Тари Грегсон        |                                                                     |
| 2011 | 68-ма  | • Іді Фалко — «Медсестра Джекі» за роль Джекі Пейтон                 |                                                                     |
| 2011 | 68-ма  | • Тіна Фей — «30 потрясінь» за роль Ліз Лемон                        |                                                                     |
| 2011 | 68-ма  | • Ліа Мішель — «Хор» за роль Рейчел Беррі                            |                                                                     |
| 2012 | 69-та  |                                                                      | • Лора Дерн — «Освічена» за роль Емі Джелліко                       |
| 2012 | 69-та  | • Зоуї Дешанель — «Новенька» за роль Джесіки Дей                     |                                                                     |
| 2012 | 69-та  | • Тіна Фей — «30 потрясінь» за роль Ліз Лемон                        |                                                                     |
| 2012 | 69-та  | • Лора Лінні — «Невиліковне Це» за роль Кеті Джемісон                |                                                                     |
| 2012 | 69-та  | • Емі Полер — «Парки та зони відпочинку» за роль Леслі Ноуп          |                                                                     |
| 2013 | 70-та  |                                                                      | • Лена Дангем — «Дівчата» за роль Хенни Хорвас                      |
| 2013 | 70-та  | • Зоуї Дешанель — «Новенька» за роль Джессіки Дей                    |                                                                     |
| 2013 | 70-та  | • Тіна Фей — «30 потрясінь» за роль Ліз Лемон                        |                                                                     |
| 2013 | 70-та  | • Джулія Луї-Дрейфус — «Віцепрезидент» за роль Селіни Маєр           |                                                                     |
| 2013 | 70-та  | • Емі Полер — «Парки та зони відпочинку» за роль Леслі Ноуп          |                                                                     |
| 2014 | 71-ша  |                                                                      | • Емі Полер — «Парки та зони відпочинку» за роль Леслі Ноуп         |
| 2014 | 71-ша  | • Зоуї Дешанель — «Новенька» за роль Джессіки Дей                    |                                                                     |
| 2014 | 71-ша  | • Лена Дангем — «Дівчата» за роль Хенни Хорвас                       |                                                                     |
| 2014 | 71-ша  | • Джулія Луї-Дрейфус — «Віцепрезидент» за роль Селіни Маєр           |                                                                     |
| 2014 | 71-ша  | • Іді Фалко — «Медсестра Джекі» за роль Джекі Пейтон                 |                                                                     |
| 2015 | 72-га  |                                                                      | • Джина Родрігес — «Незаймана Джейн» за роль Джейн Віллануева       |
| 2015 | 72-га  | • Тейлор Шиллінг — «Помаранчевий — хіт сезону» за роль Пайпер Чепмен |                                                                     |
| 2015 | 72-га  | • Лена Дангем — «Дівчата» за роль Хенни Хорвас                       |                                                                     |
| 2015 | 72-га  | • Джулія Луї-Дрейфус — «Віцепрезидент» за роль Селіни Маєр           |                                                                     |
| 2015 | 72-га  | • Іді Фалко — «Медсестра Джекі» за роль Джекі Пейтон                 |                                                                     |
| 2016 | 73-тя  |                                                                      | • Рейчел Блум — «Божевільна колишня» за роль Ребекки Банч           |
| 2016 | 73-тя  | • Джеймі Лі Кертіс — «Королеви верещання» за роль Кеті Манч          |                                                                     |
| 2016 | 73-тя  | • Джина Родрігес — «Незаймана Джейн» за роль Джейн Віллануева        |                                                                     |
| 2016 | 73-тя  | • Джулія Луї-Дрейфус — «Віцепрезидент» за роль Селіни Маєр           |                                                                     |
| 2016 | 73-тя  | • Лілі Томлін — «Грейс та Френкі» за роль Френкі Бергштейн           |                                                                     |
| 2017 | 74-та  |                                                                      | • Трейсі Елліс Росс — «Темніють» за роль Рейнбоу «Боу» Джонсон      |
| 2017 | 74-та  | • Рейчел Блум — «Божевільна колишня» за роль Ребекки Банч            |                                                                     |
| 2017 | 74-та  | • Джина Родрігес — «Незаймана Джейн» за роль Джейн Віллануева        |                                                                     |
| 2017 | 74-та  | • Джулія Луї-Дрейфус — «Віцепрезидент» за роль Селіни Маєр           |                                                                     |
| 2017 | 74-та  | • Сара Джесіка Паркер — «Розлучення» за роль Френсіс Дюфресні        |                                                                     |
| 2017 | 74-та  | • Ісса Рей — «Ненадійна» за роль Ісси Ді                             |                                                                     |
| 2018 | 75-та  |                                                                      | • Рейчел Броснаген — «Дивовижна місіс Мейзел» за роль Міріам Мейзел |
| 2018 | 75-та  | • Памела Едлон — «Кращі речі» за роль Сем Фокс                       |                                                                     |
| 2018 | 75-та  | • Елісон Брі — «Блиск» за роль Рут Вайлдер                           |                                                                     |
| 2018 | 75-та  | • Френкі Шоу — "SMILF» за роль Бріджитт Бьорд                        |                                                                     |
| 2018 | 75-та  | • Ісса Рей — «Ненадійна» за роль Ісси Ді                             |                                                                     |
| 2019 | 76-та  |                                                                      | • Рейчел Броснаген — «Дивовижна місіс Мейзел» за роль Міріам Мейзел |
| 2019 | 76-та  | • Крістен Белл — «У кращому світі» за роль Елеанор Шеллстроп         |                                                                     |
| 2019 | 76-та  | • Елісон Брі — «Блиск» за роль Рут Вайлдер                           |                                                                     |
| 2019 | 76-та  | • Кендіс Берген — «Мерфі Браун» за роль Мерфі Браун                  |                                                                     |
| 2019 | 76-та  | • Дебра Мессінг — «Вілл і Грейс» за роль Грейс Адлер                 |                                                                     |

## 2020—2029
| Рік  | Премія | Світлини переможниць                                                         | Переможниці та номінантки                                      |
| ---- | ------ | ---------------------------------------------------------------------------- | -------------------------------------------------------------- |
| 2020 | 77-ма  |                                                                              | • Фібі Воллер-Брідж — «Погань» за роль Флібег                  |
| 2020 | 77-ма  | • Крістіна Епплгейт — «Для мене мертвий» за роль Джен Гардінг                |                                                                |
| 2020 | 77-ма  | • Рейчел Броснаген — «Дивовижна місіс Мейзел» за роль Міріам Мейзел          |                                                                |
| 2020 | 77-ма  | • Кірстен Данст — «Стати богом у центральній Флориді» за роль Крістал Стаббс |                                                                |
| 2020 | 77-ма  | • Наташа Лайонн — «Матрьошка» за роль Наді Вулвоков                          |                                                                |
| 2021 | 78-ма  |                                                                              | • Кетрін О'Гара — «Шиттс-Крік» за роль Мойри Роуз              |
| 2021 | 78-ма  | • Лілі Коллінз — «Емілі в Парижі» за роль Емілі Купер                        |                                                                |
| 2021 | 78-ма  | • Кейлі Куоко — «Стюардеса» за роль Кассі Боуден                             |                                                                |
| 2021 | 78-ма  | • Ель Феннінг — «Велика» за роль Катерини II                                 |                                                                |
| 2021 | 78-ма  | • Джейн Леві — «Дивовижний плейліст Зої» за роль Зої Кларк                   |                                                                |
| 2022 | 79-та  |                                                                              | • Джин Смарт — «Хитрощі» за роль Дебори Венс                   |
| 2022 | 79-та  | • Ганна Айнбайндер — «Хитрощі» за роль Ейви Деніелс                          |                                                                |
| 2022 | 79-та  | • Трейсі Елліс Росс — «Темніють» за роль Рейнбоу Джонсон                     |                                                                |
| 2022 | 79-та  | • Ель Феннінг — «Велика» за роль Катерини II                                 |                                                                |
| 2022 | 79-та  | • Ісса Рей — «Біла ворона» за роль Ісси Ді                                   |                                                                |
| 2023 | 80-та  |                                                                              | • Квінта Брансон — «Початкова школа Ебботт» за роль Джанін Тіг |
| 2023 | 80-та  | • Кейлі Куоко — «Бортпровідниця» за роль Кессі Боуден                        |                                                                |
| 2023 | 80-та  | • Селена Гомес — «Вбивства в одній будівлі» за роль Мейбл Мори               |                                                                |
| 2023 | 80-та  | • Дженна Ортега — «Венздей» за роль Венздей Аддамс                           |                                                                |
| 2023 | 80-та  | • Джин Смарт — «Хитрощі» за роль Дебори Венс                                 |                                                                |
| 2024 | 81-ша  |                                                                              | • Айо Едебірі — «Ведмідь» за роль Сідней Адам                  |
| 2024 | 81-ша  | • Рейчел Броснаген — «Дивовижна місіс Мейзел» за роль Міріам «Мідж» Мейзел   |                                                                |
| 2024 | 81-ша  | • Квінта Брансон — «Початкова школа Ебботт» за роль Джанін Тіг               |                                                                |
| 2024 | 81-ша  | • Ель Феннінг — «Велика» за роль Катерини II                                 |                                                                |
| 2024 | 81-ша  | • Селена Гомес — «Вбивства в одній будівлі» за роль Мейбл Мори               |                                                                |
| 2024 | 81-ша  | • Наташа Лайонн — «Покерфейс» за роль Чарлі Кейлі                            |                                                                |
| 2025 | 82-га  |                                                                              | • Джин Смарт — «Хитрощі» за роль Дебори Венс                   |
| 2025 | 82-га  | • Крістен Белл — «Ніхто цього не хоче» за роль Джоан                         |                                                                |
| 2025 | 82-га  | • Квінта Брансон — «Початкова школа Ебботт» за роль Джанін Тіг               |                                                                |
| 2025 | 82-га  | • Айо Едебірі — «Ведмідь» за роль Сідней Адам                                |                                                                |
| 2025 | 82-га  | • Селена Гомес — «Вбивства в одній будівлі» за роль Мейбл Мори               |                                                                |
| 2025 | 82-га  | • Кетрін Ган — «Це все Аґата» за роль Аґати Гаркнесс                         |                                                                |